# Joseph Scherer (Maler)
Joseph Scherer (* 1. November 1814 in Ettelried bei Dinkelscherben in Schwaben; † 25. März 1891 in Ettelried) war ein deutscher Maler und Glasmaler.

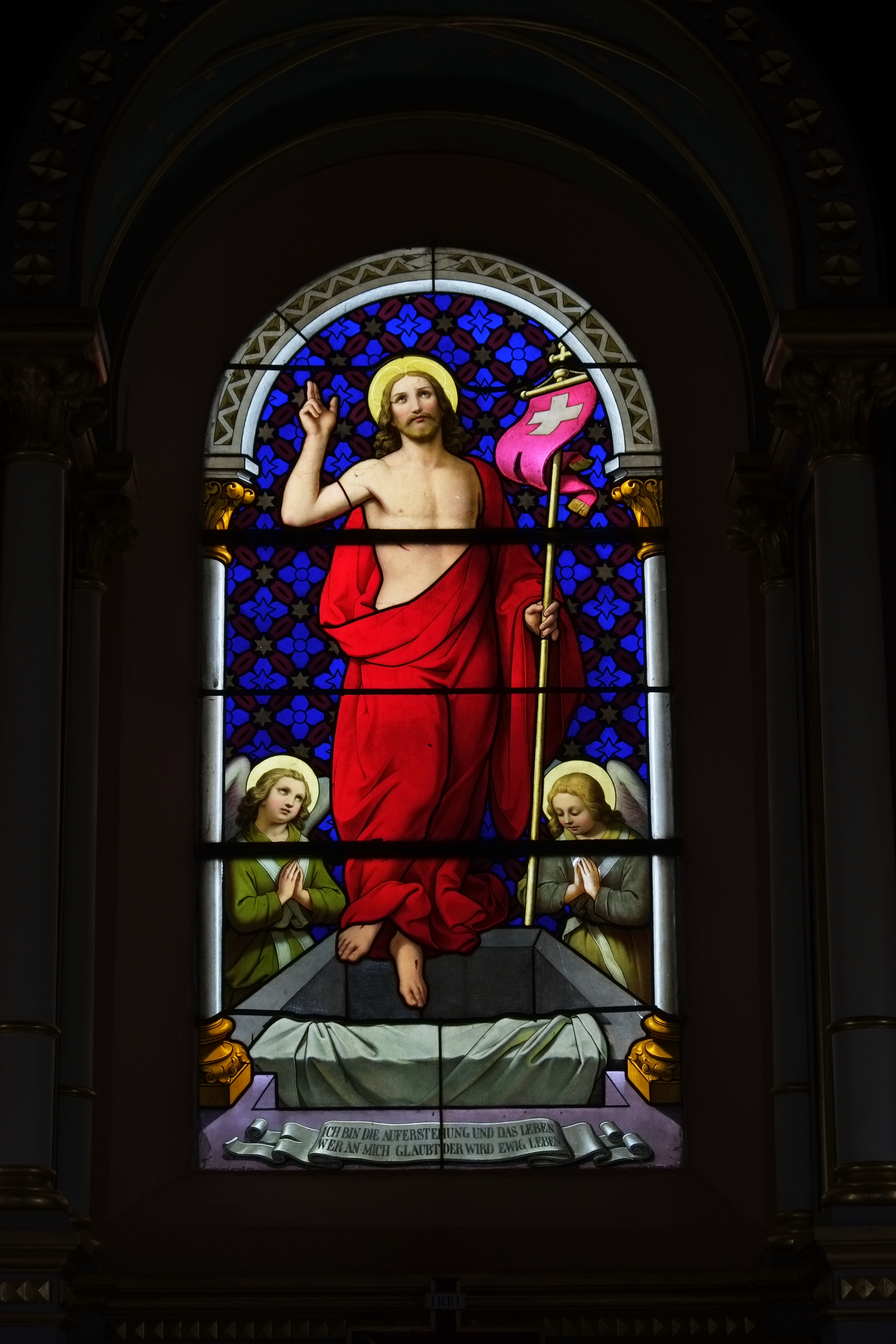
Bleiglasfenster der Gebrüder Scherer in Aussegnungskapelle bei der Kirche in Ettelried (mit Inschrift am unteren Rand)

## Leben

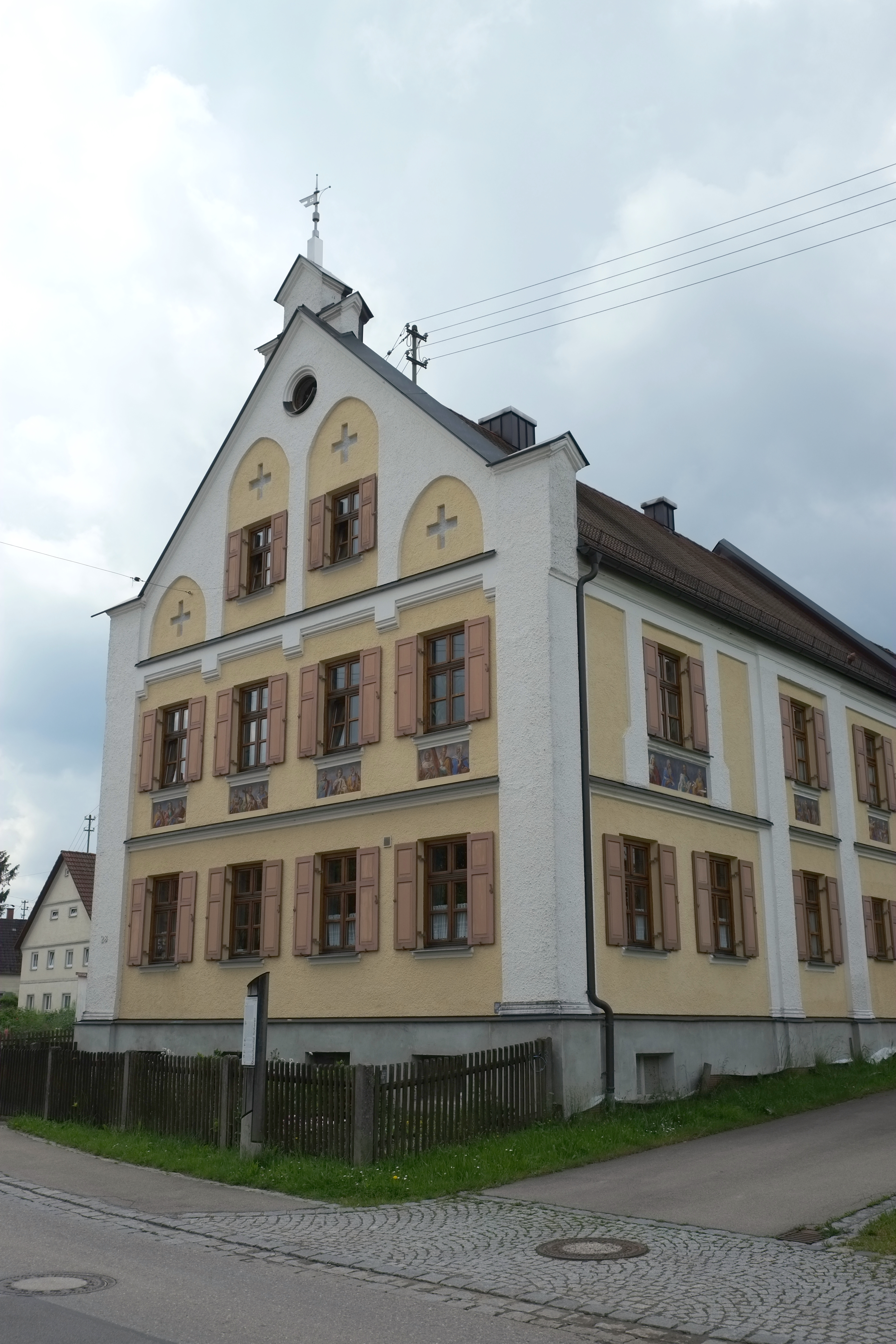
Schererhaus in Ettelried

Joseph Scherer besuchte im Alter von 14 Jahren die Kunstschule in Augsburg bei Liberat Hundertpfund und Johann Geyer. Er studierte danach ab dem 11. Mai 1832  an der Königlichen Akademie der Künste in München bei Joseph Schlotthauer und Heinrich Maria von Hess. Unter seinem Lehrer Wilhelm Vörtl erlernte er die Kunst der Glasmalerei. Mit dem Kopieren alter Meister auf Glas verdiente er sein Studium und er ließ auch seine Brüder Alois (1818–1887) und Leo (1827–1876) in München studieren.
Scherer malte Genrebilder, Fresken und Altarbilder. Er widmete sich aber hauptsächlich der Glasmalerei, für die er Aufträge in Deutschland, Europa und Vereinigten Staaten bekam. Im Jahr 1853 gründete er mit seinen Brüdern in München eine eigene Glasmalereiwerkstatt, die er bis zum Tode seines Bruders Leo im Jahr 1876 betrieb.

## Werke (ohne Glasmalerei)
- um 1857: Altarbild mit der Kreuzigungsgruppe in der Kapelle der Burg Zusameck
- um 1880: Altarbild mit der hl. Felizitas und ihren sieben Söhnen in der katholischen Pfarrkirche St. Felizitas in Anried
- ab 1876: Fassadenmalerei am Schererhaus
- 1879/83: Deckengemälde in der Hauskapelle des Klosters Wettenhausen